# Баккевен
Баккевен (нід. Bakkeveen) — село в нідерландській провінції Фрисландія. Входить до муніципалітету Опстерланд.
Його площа становить 20,34км², а населення станом на 2021 рік складало 1 905 осіб.
Перша згадка про населений пункт датується 1232 роком.

## Галерея

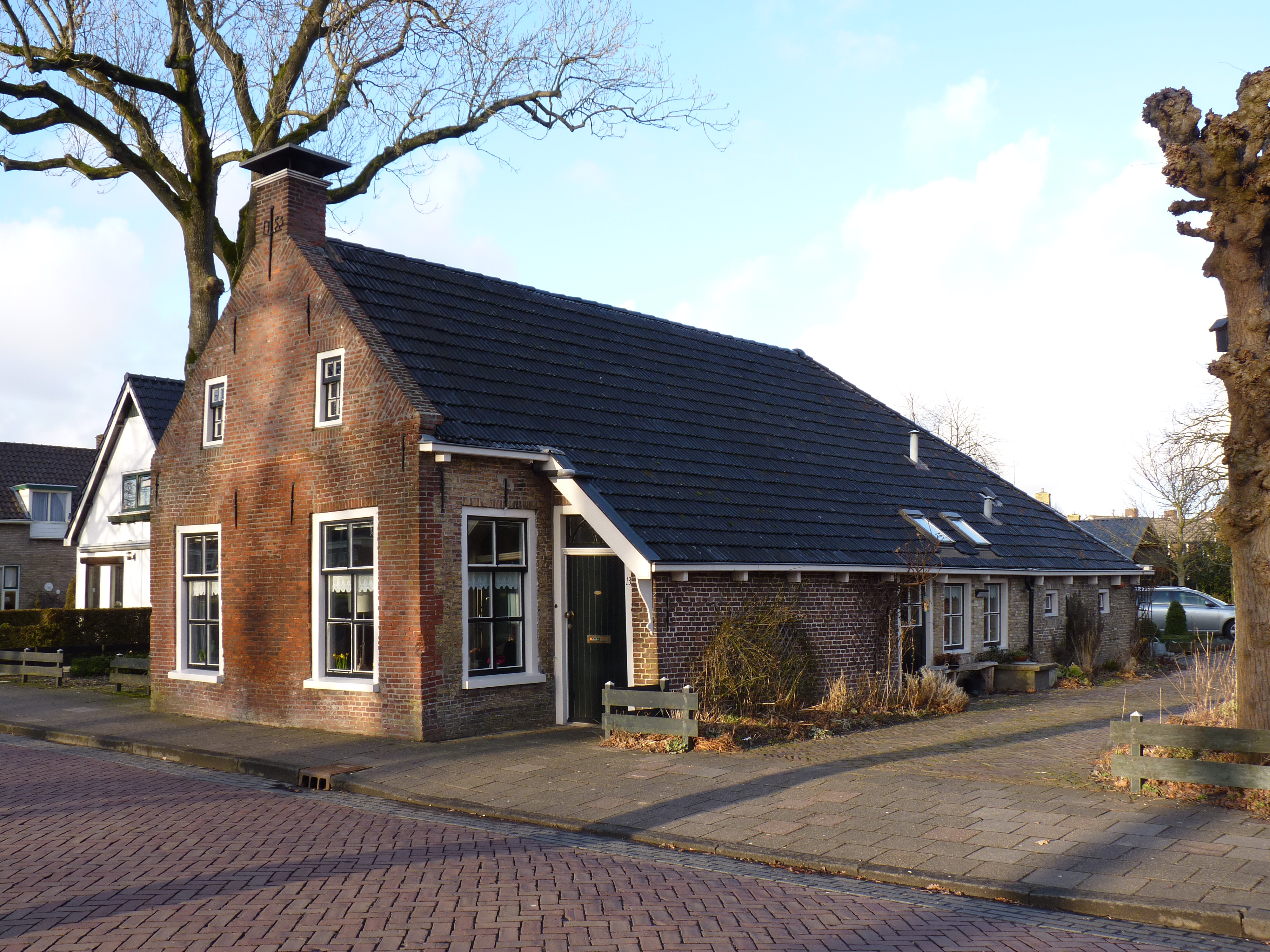
Будівля колишньої ферми
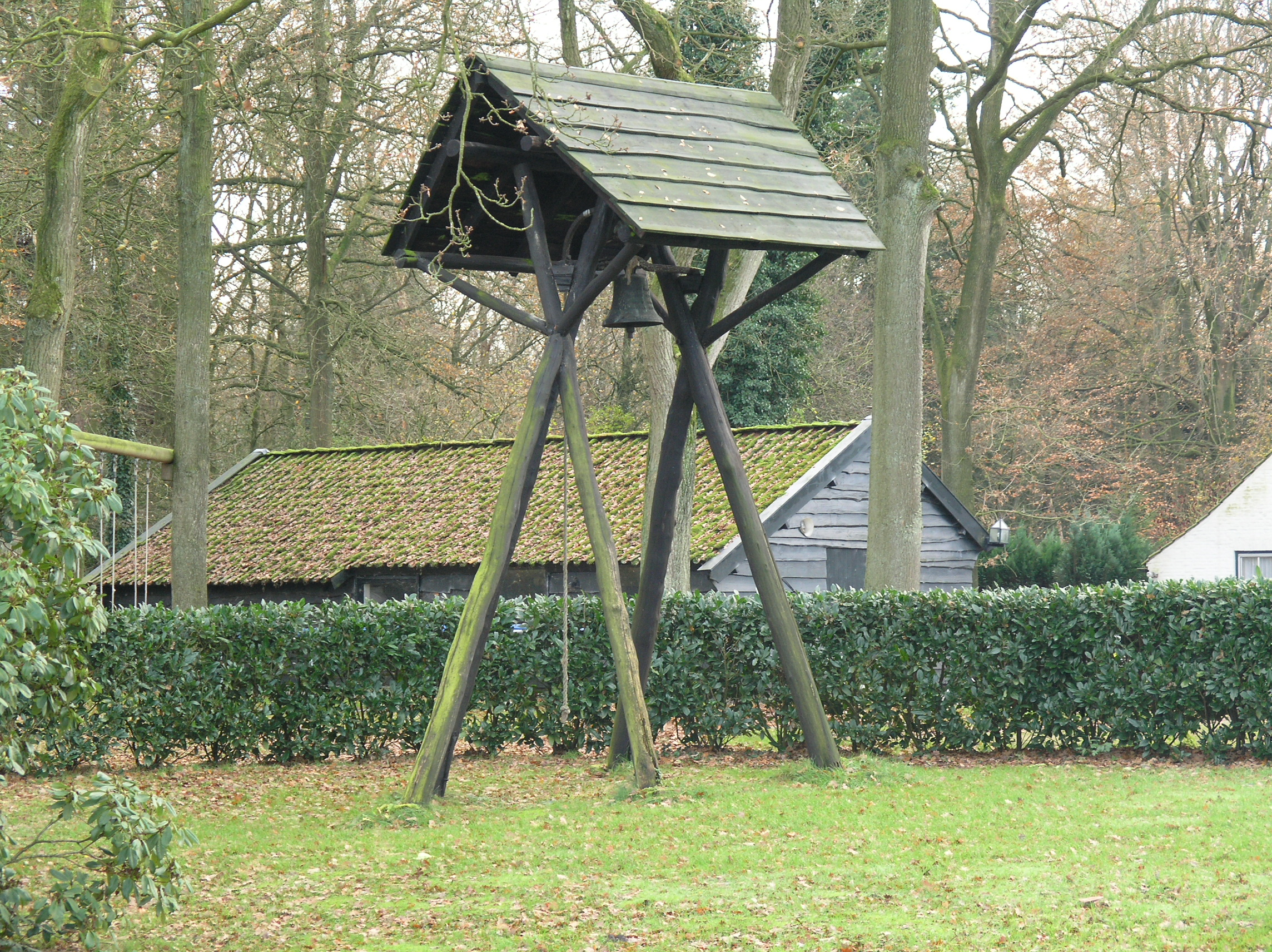
Дзвіниця
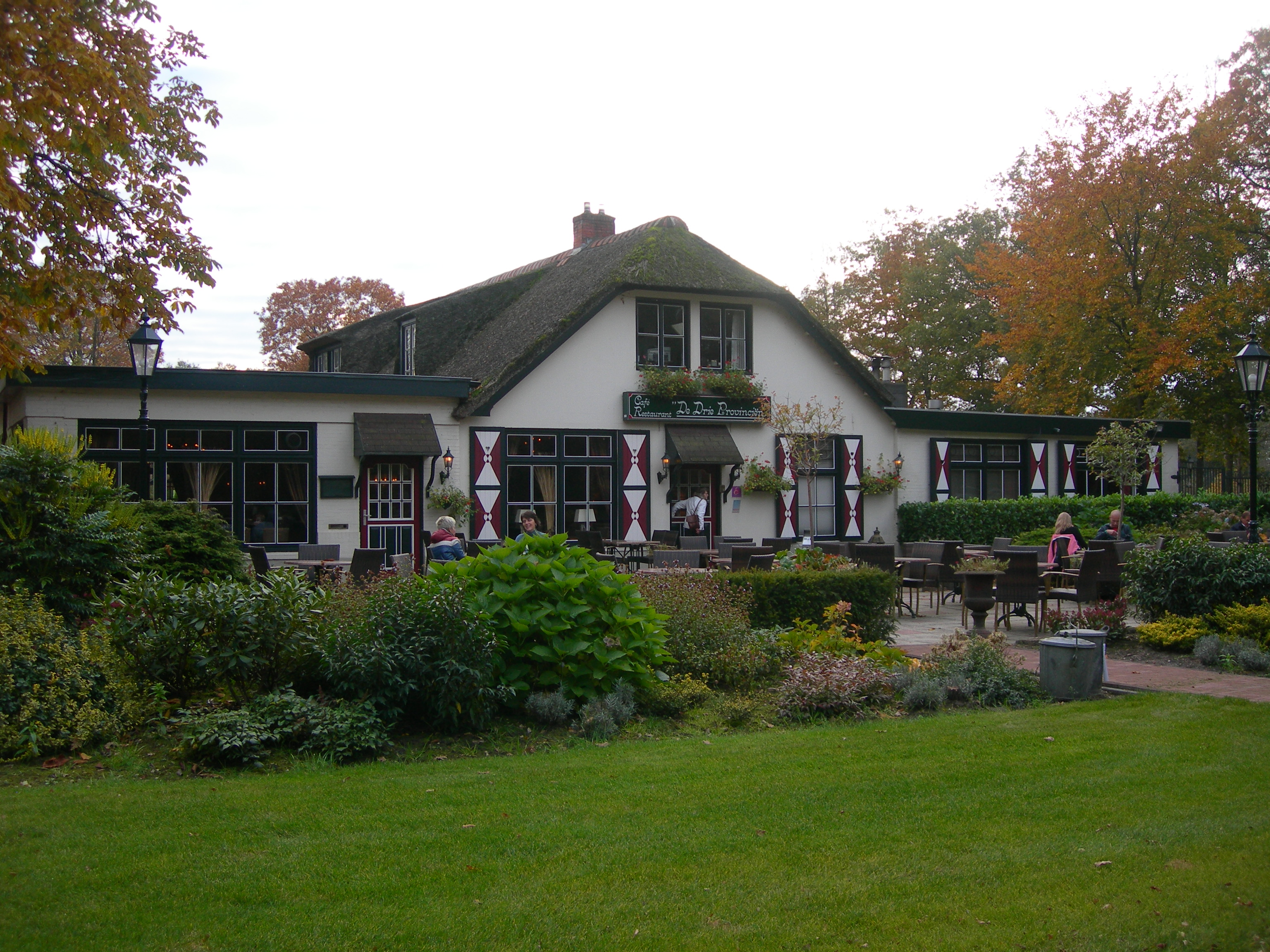
Кафе-ресторан
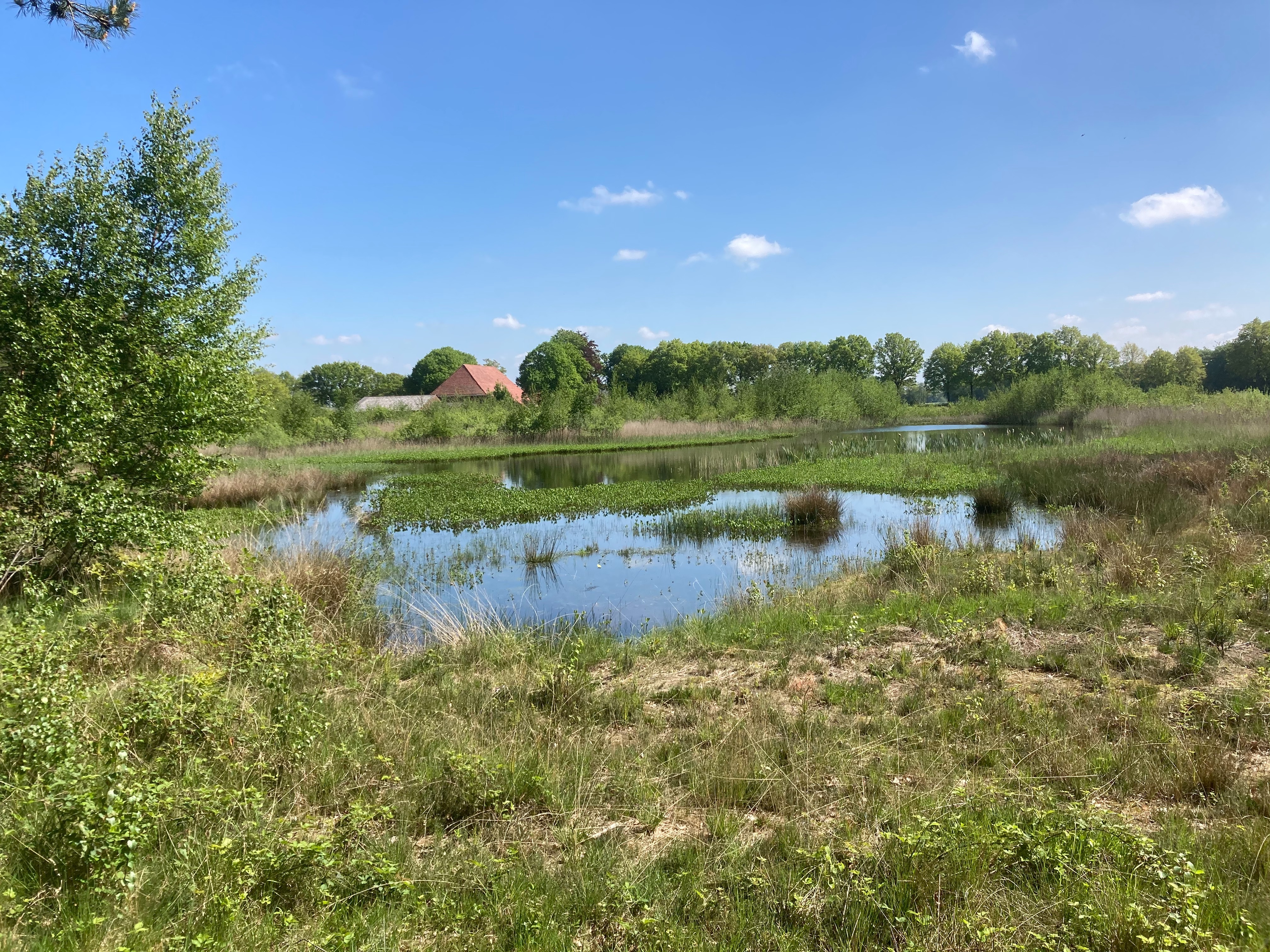
Пейзаж поблизу села